# Eva Gesine Baur
Eva Gesine Baur (* 11. srpna 1960) je německá spisovatelka žijící v Mnichově. Píše také pod pseudonymem Lea Singer.

## Životopis
Baurová je vyučená kuchařka a dále studovala literaturu a umění. V roce 1991 promovala v Mnichově prací Studien zum französischen und englischen Kinderbild im 18. und 19. Jahrhundert.
V roce 2010 obdržela Hannelore-Greve-Literaturpreis.

## Dílo (výběr)

### jako Lea Singer
- Der Opernheld. Roman. Hoffmann und Campe, Hamburg 2011, ISBN 978-3455403299.
- Konzert für die linke Hand. Roman. Dtv, Mnichov 2011, ISBN 978-3-423-21323-3 (Románová biografie o Paulu Wittgensteinovi).
- Mandelkern. Roman. Hoffmann und Campe, Hamburg 2007, ISBN 978-3-455-40080-9.
- Das nackte Leben. Roman. Dtv, Mnichov 2007, ISBN 978-3-423-21022-5 (Románová biografie o Constanze Mozartové).
- Vier Farben der Treue. Roman. Dtv, Mnichov 2009, ISBN 978-3-423-21154-3 (Románová biografie na téma Max Reinhardt).
- Wahnsinns Liebe. Roman DVA, Mnichov 2003, ISBN 3-421-05790-7 (Románová biografie na téma Mathilde Schönbergová).
- Die Zunge. Roman. Dtv, Mnichov 2002, ISBN 3-423-12954-9 (Románová biografie na téma Alexandre Balthazar Laurent Grimod de la Reynière).

### Eva Gesine Baur
Biografie
- Chopin oder Die Sehnsucht. Eine Biographie. Beck, Mnichov 2009, ISBN 978-3-406-59056-6.
- Freuds Wien. Eine Spurensuche. Beck, Mnichov 2008, ISBN 978-3-406-57065-0 (Google books).
- „Mein Geschöpf musst du sein.“ Das Leben der Charlotte Schiller. Rowohlt, Reinbek 2004, ISBN 978-3-499-24160-4.
- Mozarts Salzburg. Auf den Spuren einees Genies. Beck, München 2005, ISBN 3-406-53529-1 (Google books).
- Die österreichische Hure. 13 Unterhaltungen über Königin Marie-Antoinette und die Pornographie. Dtv, Mnichov 2005, ISBN 978-3-423-24454-1.

Kuchařky
- Essen und Trinken mit George Sand auf Mallorca. Dtv, Mnichov 2003, ISBN 3-423-24375-9.
- Feste der Phantasie, phantastische Feste. Dtv, Mnichov 1998, ISBN 3-423-36101-8.
- Geniessen mit Puccini. Bassermann Verlag, Mnichov 2009.
- Hamlet am Herd. Das Leben des Eckart Witzigmann. Hoffmann und Campe, Hamburg, 2006, ISBN 978-3-455-50003-5.
- Spanien. Der Reichtum der einfachen Küche. Dtv, Mnichov 1997, ISBN 3-423-36042-9.

Umění
- Rokoko. Taschen Verlag, Köln 2007, ISBN 978-3-8228-5303-0 (spolu s Ingem F. Waltherem).